# Беревоєшть (комуна)
Беревоєшть, Беревоєшті (рум. Berevoiești) — комуна у повіті Арджеш в Румунії. До складу комуни входять такі села (дані про населення за 2002 рік):
- Беревоєшть (2193 особи)
- Братія (148 осіб)
- Гемечешть (991 особа)
- Оцелу (97 осіб)

Комуна розташована на відстані 126 км на північний захід від Бухареста, 41 км на північ від Пітешть, 133 км на північний схід від Крайови, 71 км на південний захід від Брашова.

## Населення
За даними перепису населення 2002 року у комуні проживали 3429 осіб. Усі жителі комуни рідною мовою назвали румунську.
Національний склад населення комуни:
| Національність            | Кількість осіб | Відсоток |
| ------------------------- | -------------- | -------- |
| румуни                    | 3424           | 99,9%    |
| угорці                    | 1              | < 0,1%   |
| не вказали національність | 4              | 0,1%     |

Склад населення комуни за віросповіданням:
| Релігія        | Кількість осіб | Відсоток |
| -------------- | -------------- | -------- |
| православні    | 3366           | 98,2%    |
| п'ятдесятники  | 30             | 0,9%     |
| лютерани       | 10             | 0,3%     |
| адвентисти     | 9              | 0,3%     |
| греко-католики | 3              | 0,1%     |
| реформати      | 2              | 0,1%     |
| бретрени       | 1              | < 0,1%   |